# Orange Bowl (tennis)

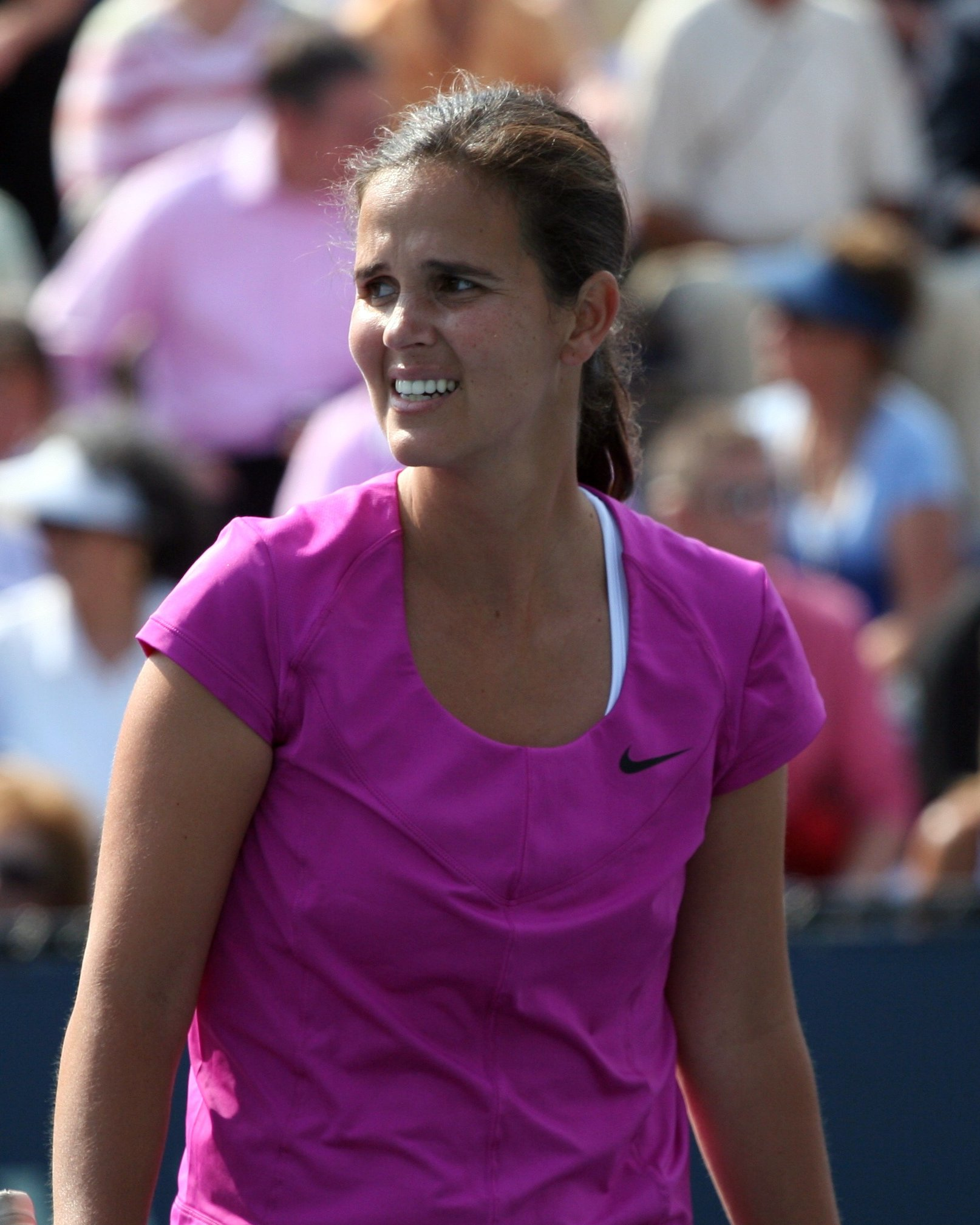
De Amerikaanse Mary Joe Fernandez is de enige deelnemer (m/v) die de Orange Bowl in alle leeftijdscategorieën (12, 14, 16 en 18 jaar) heeft gewonnen.

De Orange Bowl is een Grade A-tennistoernooi voor junioren (jongens en meisjes), dat jaarlijks in december georganiseerd wordt door de Amerikaanse tennisbond USTA. Op de grandslamtoernooien na geldt dit als een van de belangrijkste juniorentoernooien op de tenniskalender, waar de beste junioren van de wereld naartoe komen. Veel latere kampioenen staan op de erelijst, onder meer Björn Borg, John McEnroe, Ivan Lendl, Jim Courier, Roger Federer en Andy Roddick bij de jongens en Maria Bueno, Chris Evert, Gabriela Sabatini, Jelena Dementjeva, Vera Zvonarjova en Caroline Wozniacki bij de meisjes.
Er wordt enkel- en dubbelspel gespeeld in twee leeftijdscategorieën: 16 jaar of jonger ("min 17"), en 18 jaar of jonger ("min 19"). Er is ook een Junior Orange Bowl voor 14 jaar of jonger en 12 jaar of jonger, die op een andere locatie plaatsvindt in Coral Gables. Justine Henin won in 1996 de Junior Orange Bowl in de categorie 14 jaar of jonger. Tot nog toe is Mary Joe Fernandez de enige die in alle vier categorieën de Orange Bowl heeft gewonnen.
Het toernooi werd voor het eerst gehouden in 1947 in het Plantation Tennis Center in Miami Beach. Vanaf 1999 vond het plaats op de hardcourtbanen van het Crandon Park Tennis Center in Key Biscayne, waar ook de WTA- en ATP-toernooien van Miami plaatsvinden. In 2011 verhuisde de Orange Bowl naar de claycourts van het Frank Veltri Tennis Center in Plantation, Florida. Onder de Belgische deelnemers in de categorie jongens-18 waren dat jaar Kimmer Coppejans en Julien Cagnina. Ze verloren beiden in de kwartfinale, Coppejans van de latere winnaar Dominic Thiem uit Oostenrijk en Cagnina van de Canadees Filip Peliwo.

## Winnaars enkelspel
Bron:
| Jaar | Jongens, 18 jaar of jonger | Meisjes, 18 jaar of jonger  | Jongens, 15 jaar of jonger | Meisjes, 15 jaar of jonger   |
| ---- | -------------------------- | --------------------------- | -------------------------- | ---------------------------- |
| 1947 | Lew McMasters              | Joan Johnson                | Dick Holroyd               | Joan Woodberry               |
| 1948 | Tommy Boys                 | Elita Ramírez               | Bobby Sierra               | Toby Greenberg               |
| 1949 | Gil Bogley                 | Elaine Lewicki              | Rey Garrido                | Suzanne Herr                 |
| 1950 | Jacque Grigry              | Toby Greenberg              | Al Harum                   | Meta Schroedel               |
| 1951 | Sam Giammalva              | Karol Fageros               | Jerry Moss                 | Leigh Hay                    |
| 1952 | Eddie Rubinoff             | Karol Fageros               | Esteban Reyes              | Rose Marie Reyes             |
| 1953 | Mike Green                 | Pat Shaffer                 | Jimmy Skogstad             | Pat White                    |
| 1954 | Allen Quay                 | Marilyn Stock               | Earl Buchholz              | Sandra Lewis                 |
| 1955 | Mike Green                 | Mimi Arnold                 | Earl Buchholz              | Gwyneth Thomas               |
| 1956 | Carlos Fernandes           | Mary Ann Mitchell           | Ray Senkowski              | Gail DeLozier                |
| 1957 | Chris Crawford             | Maria Bueno                 | Mike Neely                 | Frances Farrar               |
| 1958 | Ronnie Barnes              | Carol Hanks                 | Clarke Graebner            | Carol Ann Prosen             |
| 1959 | José Luis Arilla           | Sandy Warshaw               | Charlie Pasarell           | Julie Heldman                |
| 1960 | Billy Lenoir               | Carole Ann Prosen           | Mike Belkin                | Stephanie DeFina             |
| 1961 | Mike Belkin                | Judy Alvarez                | Shyam Minotra              | Stephanie DeFina             |
| Jaar | Jongens, 18 jaar of jonger | Meisjes, 18 jaar of jonger  | Jongens, 16 jaar of jonger | Meisjes, 16 jaar of jonger   |
| 1962 | Tony Roche                 | Stephanie DeFina            | Bill Harris                | Peaches Bartkowicz           |
| 1963 | Thomaz Koch                | Peaches Bartkowicz          | Charles Brainard           | Vicki Holmes                 |
| 1964 | Marcello Lara              | Peaches Bartkowicz          | Zan Guerry                 | Carol Hunter                 |
| 1965 | Ismail El Shafei           | Peaches Bartkowicz          | Mac Claflin                | Carol Hunter                 |
| 1966 | Manuel Orantes             | Peaches Bartkowicz          | Charlie Owens              | Linda Tuero                  |
| 1967 | Mike Estep                 | Patti Hogan                 | Woody Blocher              | Kazuko Sawamatsu             |
| 1968 | Richard Stockton           | Patricia Montana            | Guillermo Vilas            | Chris Evert                  |
| 1969 | Harold Solomon             | Chris Evert                 | John Whitlinger            | Laurie Fleming               |
| 1970 | Harold Solomon             | Chris Evert                 | Billy Martin               | Sandy Stap                   |
| 1971 | Corrado Barazzutti         | Donna Ganz                  | Björn Borg                 | Jeanne Evert                 |
| 1972 | Björn Borg                 | Donna Ganz                  | Hans Gildemeister          | Robin Tenney                 |
| 1973 | Billy Martin               | Mima Jaušovec               | Christophe Casa            | Zenda Leiss                  |
| 1974 | Billy Martin               | Lynn Epstein                | Van Winitsky               | Zenda Leiss                  |
| 1975 | Fernando Luna              | Lynn Epstein                | Bobby Berger               | Jennifer Balent              |
| 1976 | John McEnroe               | Marise Kruger               | Ivan Lendl                 | Mary-Lou Piatek              |
| 1977 | Ivan Lendl                 | Anne Smith                  | Scott Davis                | Hana Mandlíková              |
| 1978 | Gabriel Urpi               | Andrea Jaeger               | Thierry Tulasne            | Michelle DePalmer            |
| 1979 | Raúl Viver                 | Kathleen Horvath            | Mats Wilander              | Pamela Casale                |
| 1980 | Joakim Nyström             | Susan Mascarin              | Michael Kures              | Barbara Bramblett            |
| 1981 | Roberto Argüello           | Penny Barg                  | Carlos Chalbalgoity        | Raffaella Reggi              |
| 1982 | Guy Forget                 | Carling Bassett             | Stefan Edberg              | Claudia Hernández            |
| 1983 | Kent Carlsson              | Debbie Spence               | Bruno Orešar               | Shawn Foltz                  |
| 1984 | Ricky Brown                | Gabriela Sabatini           | Horst Skoff                | Mary Joe Fernandez           |
| 1985 | Claudio Pistolesi          | Mary Joe Fernandez          | Arnaud Boetsch             | Sybille Niox-Château         |
| 1986 | Javier Sánchez             | Patricia Tarabini           | Jim Courier                | Alexia Dechaume              |
| 1987 | Jim Courier                | Natallja Zverava            | Paul Dogger                | Florencia Labat              |
| 1988 | Marc Rosset                | Carrie Cunningham           | Fabrice Santoro            | Sylvie Sabas                 |
| 1989 | Fernando Meligeni          | Luanne Spadea               | Juan Garat                 | Svetlana Komleva             |
| 1990 | Andrej Medvedev            | Pili Pérez                  | Àlex Corretja              | Petra Kamstra                |
| 1991 | Marcelo Charpentier        | Jelena Lichovtseva          | Gonzalo Corrales           | Andrea Glass                 |
| 1992 | Vincent Spadea             | Barbara Mules               | Rene Nicklisch             | Emanuela Sangiorgi           |
| 1993 | Albert Costa               | Ángeles Montolio            | Mariano Zabaleta           | Stephy Halsell               |
| 1994 | Nicolás Lapentti           | Mariann Ramon               | Markus Hipfl               | Nathalie Dechy               |
| 1995 | Mariano Zabaleta           | Anna Koernikova             | Dario Sciortino            | Ana Alcázar                  |
| 1996 | Alberto Martín             | Ana Alcázar                 | Julien Jeanpierre          | Jelena Dementjeva            |
| 1997 | Nicolás Massú              | Tina Pisnik                 | Guillermo Coria            | Lourdes Domínguez Lino       |
| 1998 | Roger Federer              | Jelena Dementjeva           | Tommy Robredo              | Marta Marrero                |
| 1999 | Andy Roddick               | María José Martínez Sánchez | Giovanni Lapentti          | Raluca Ciochină              |
| 2000 | Todor Enev                 | Vera Zvonarjova             | Brian Dabul                | Marion Bartoli               |
| 2001 | Robin Söderling            | Vera Zvonarjova             | Florin Mergea              | Whitney Deason               |
| 2002 | Brian Baker                | Vera Doesjevina             | José Luis Muguruza         | Charlène Vanneste            |
| 2003 | Marcos Baghdatis           | Nicole Vaidišová            | Donald Young               | Alexa Glatch                 |
| 2004 | Timothy Neilly             | Jessica Kirkland            | Emiliano Massa             | Florencia Molinero           |
| 2005 | Robin Roshardt             | Caroline Wozniacki          | Gueorgui Roumenov Payakov  | Oksana Kalasjnikova          |
| 2006 | Petru-Alexandru Luncanu    | Nikola Hofmanova            | Grigor Dimitrov            | Allie Will                   |
| 2007 | Ričardas Berankis          | Michelle Larcher de Brito   | Bernard Tomic              | Lilly Kimbell                |
| 2008 | Yuki Bhambri               | Julia Boserup               | Dennis Kudla               | Chanelle Van Nguyen          |
| 2009 | Gianni Mina                | Gabriela Dabrowski          | Alexios Halebian           | Breaunna Addison             |
| 2010 | George Morgan              | Lauren Davis                | Laurent Lokoli             | Alexandra Kiick              |
| 2011 | Dominic Thiem              | Anett Kontaveit             | Chung Hyeon                | Erin Routliffe               |
| 2012 | Laslo Đere                 | Ana Konjuh                  | Andrej Roebljov            | Gloria Liang                 |
| 2013 | Frances Tiafoe             | Varvara Flink               | Chung Yun-seong            | Charlotte Robillard-Millette |
| 2014 | Stefan Kozlov              | Sofia Kenin                 | Sam Riffice                | Bianca Andreescu             |
| 2015 | Miomir Kecmanović          | Bianca Andreescu            | Sebastián Báez             | María Lourdes Carlé          |
| 2016 | Miomir Kecmanović          | Kaja Juvan                  | Steven Sun                 | Katie Volynets               |
| 2017 | Hugo Gaston                | Whitney Osuigwe             | Nicholas David Ionel       | Katriin Saar                 |
| 2018 | Otto Virtanen              | Cori Gauff                  | Pablo Llamas Ruiz          | Madison Sieg                 |
| 2019 | Thiago Agustín Tirante     | Robin Montgomery            | Daniel Rincón              | Ashlyn Krueger               |
| 2020 | Arthur Fils                | Ashlyn Krueger              | Jonah Braswell             | Valeria Ray                  |
| 2021 | Adolfo Daniel Vallejo      | Petra Marčinko              | Quang Duong                | Kate Kim                     |
| 2022 | Gerard Campana Lee         | Mayu Crossley               | Naoya Honda                | Alexis Nguyen                |
| 2023 | Danil Panarin              | Hannah Klugman              | Dominick Mosejczuk         | Leena Friedman               |
| 2024 | Andrés Santamarta Roig     | Tereza Krejčová             | Jordan Lee                 | Wang Xiaotong                |